# Place Sébastopol
La  Place Sébastopol est une place de Lille, dans le Nord, en France.

## Situation et accès
La place Sébastopol est reliée aux rues des Postes, Colbrant et Solférino et d'Inkermann. La place est desservie par la station de métro République - Beaux-Arts.
Elle est située dans le quartier de Wazemmes.

## Origine du nom
Le nom de cette place perpétue le souvenir du siège de Sébastopol, durant la guerre de Crimée.

## Historique
La place Sébastopol, ouverte en 1863, doit son existence au VIIe agrandissement de 1858.

## Bâtiments remarquables et lieux de mémoire
- Le Théâtre Sébastopol